# Elecciones municipales de La Plata de 2023
Las elecciones en el partido de La Plata de 2023 se realizaron el 22 de octubre junto con las elecciones nacionales y provinciales. Ese día se eligieron intendente, concejales y consejeros escolares. El candidato de UP, Julio Alak, se impuso sobre el representante de Juntos por el Cambio, Julio Garro, quien buscaba su segunda reelección para un tercer mandato como intendente municipal. 
El resultado, confirmado tras el recuento definitivo, reflejó una contienda sumamente reñida que mantuvo en vilo a la ciudadanía durante una semana de incertidumbre y tensiones entre los dos principales candidatos.

El día 22, tras el recuento definitivo y abrir las urnas solicitadas por Garro, la Junta Electoral de la Provincia de Buenos Aires anunció el triunfo del exintendente Julio Alak en las elecciones y rechazó la solicitud de Julio Garro para abrir la totalidad de las urnas. La resolución, firmada por los jueces Roberto Lemos Arias, Sergio Torres y Alejo Ramos Padilla, confirmó la victoria de Alak por 606 votos, con un total de 166.479 sufragios frente a los 165.873 obtenidos por Garro en la suma de votos de nativos y extranjeros.
Los candidatos surgieron de elecciones primarias abiertas, simultáneas y obligatorias (PASO) que se realizaron el 13 de agosto de 2023.

## Renovación del Concejo Deliberante[4][5]
En los comicios se renovó la mitad del Concejo Deliberante, que cuenta con 24 bancas:
| Bloque | Bloque               | Bancas | Bancas a renovar |
| ------ | -------------------- | ------ | ---------------- |
|        | Juntos por el Cambio | 14     | 7                |
|        | Frente de Todos      | 10     | 5                |
| Total  | Total                | 24     | 12               |

## Candidatos[6]
| Logo | Logo | Partido/alianza                              | Partidos en la alianza | Candidato/a a intendente/a | Candidato/a a intendente/a |
| ---- | ---- | -------------------------------------------- | --- | -------------------------- | --- |
|      |      | Unión por la Patria                          | - Partido Justicialista - Partido de la Victoria - Frente Renovador - Frente Grande - Nuevo Encuentro por la Democracia y la Equidad - Kolina - Política Abierta para la Integridad Social - Partido Comunista - Partido del Trabajo y del Pueblo - Instrumento electoral por la Unidad Popular - Partido Solidario - Partido de la Cultura, la Educación y el Trabajo}}                                                      |                            | Julio Alak Ministro de Justicia y Derechos Humanos provincial (2019-presente) Ministro de Justicia y Derechos Humanos nacional (2009-2015) Intendente de La Plata (1991-2007) |
|      |      | Juntos por el Cambio                         | - Unión Cívica Radical - Partido Nacionalista Constitucional - UNIR - Generación para un Encuentro Nacional - Partido Lealtad y Dignidad de Buenos Aires - Partido Demócrata Progresista - Coalición Cívica ARI - Partido del Diálogo - Propuesta Federal para el Cambio - Propuesta Republicana - Partido Integrar - Alternativa Vecinal - Partido Socialista - Espacio Abierto para el Desarrollo y la Integración Social}} |                            | Julio Garro Intendente de La Plata (2015-presente) Diputado provincial por la sección electoral capital (2009-2013)                                                           |
|      |      | La Libertad Avanza                           | - Unión por Todos - Unión Celeste y Blanco - Partido Demócrata - Partido Fe - Partido Integrar - Movimiento de Integración y Desarrollo}} |                            | Luciano Guma |
|      |      | Frente de Izquierda y de Trabajadores-Unidad | - Partido del Obrero - Partido de Trabajadores por el Socialismo - Izquierda por una Opción Socialista - Nueva Izquierda}} |                            | Luana Simioni delegada de ATE en el IOMA |

### Resultados elecciones generales
|                               | Unión por la Patria                            | Julio Alak            | 166.479 | 38,30 | 5 |
|                               | Juntos por el Cambio                           | Julio Garro           | 165.873 | 38,16 | 5 |
|                               | La Libertad Avanza                             | Luciano Guma          | 80.442  | 18,51 | 2 |
|                               | Frente de Izquierda y de Trabajadores - Unidad | Luana Simioni         | 21.881  | 5,03  |   |
| Votos positivos               | Votos positivos                                | Votos positivos       | 434.675 | 91,6  |   |
| Votos en blanco               | Votos en blanco                                | Votos en blanco       | 36.743  | 7,74  |   |
| Votos nulos                   | Votos nulos                                    | Votos nulos           | 3.143   | 0,66  |   |
| Participación                 | Participación                                  | Participación         | 474.561 | 75,94 |   |
| Electores habilitados         | Electores habilitados                          | Electores habilitados | 624.845 | 100   |   |
| Fuente: Escrutinio definitivo |                                                |                       |         |       |   |

## Primarias[7]
Estos candidatos no recibieron al menos el 1,5% de los votos positivos en las elecciones primarias para pasar a las elecciones generales, o resultaron derrotados en sus internas partidarias.
| Logo                | Logo | Partido/alianza                                | Partidos en la alianza | Lista                                                                               | Candidato/a a intendente/a | Candidato/a a intendente/a                                                            |
| ------------------- | ---- | ---------------------------------------------- | --- | ----------------------------------------------------------------------------------- | -------------------------- | ------------------------------------------------------------------------------------- |
|                     |      | Juntos por el Cambio                           | Ver lista - Unión Cívica Radical - Partido Nacionalista Constitucional - UNIR - Generación para un Encuentro Nacional - Partido Lealtad y Dignidad de Buenos Aires - Partido Demócrata Progresista - Coalición Cívica ARI - Partido del Diálogo - Propuesta Federal para el Cambio - Propuesta Republicana - Partido Integrar - Alternativa Vecinal - Partido Socialista - Espacio Abierto para el Desarrollo y la Integración Social | La fuerza del cambio                                                                |                            | Juan Pablo Allan Senador Provincial por la sección electoral capital (2015--presente) |
|                     |      | Unión por la Patria                            | Ver lista - Partido Justicialista - Partido de la Victoria - Frente Renovador - Frente Grande - Nuevo Encuentro por la Democracia y la Equidad - Kolina - Política Abierta para la Integridad Social - Partido Comunista - Partido del Trabajo y del Pueblo - Instrumento electoral por la Unidad Popular - Partido Solidario - Partido de la Cultura, la Educación y el Trabajo                                                      | Celeste y Blanca 4                                                                  |                            | Gastón Castagneto Concejal (2015-2019)                                                |
| Celeste y Blanca 8  |      | Unión por la Patria                            | Ver lista - Partido Justicialista - Partido de la Victoria - Frente Renovador - Frente Grande - Nuevo Encuentro por la Democracia y la Equidad - Kolina - Política Abierta para la Integridad Social - Partido Comunista - Partido del Trabajo y del Pueblo - Instrumento electoral por la Unidad Popular - Partido Solidario - Partido de la Cultura, la Educación y el Trabajo                                                      | Paula Lambertini Concejal (2021-presente)                                           |                            |                                                                                       |
| Celeste y Blanca 31 |      | Unión por la Patria                            | Ver lista - Partido Justicialista - Partido de la Victoria - Frente Renovador - Frente Grande - Nuevo Encuentro por la Democracia y la Equidad - Kolina - Política Abierta para la Integridad Social - Partido Comunista - Partido del Trabajo y del Pueblo - Instrumento electoral por la Unidad Popular - Partido Solidario - Partido de la Cultura, la Educación y el Trabajo                                                      | Luis Federico Arias Juez (2003 - 2018) Concejal (2021-presente)                     |                            |                                                                                       |
| Celeste y Blanca 6  |      | Unión por la Patria                            | Ver lista - Partido Justicialista - Partido de la Victoria - Frente Renovador - Frente Grande - Nuevo Encuentro por la Democracia y la Equidad - Kolina - Política Abierta para la Integridad Social - Partido Comunista - Partido del Trabajo y del Pueblo - Instrumento electoral por la Unidad Popular - Partido Solidario - Partido de la Cultura, la Educación y el Trabajo                                                      | Guillermo Escudero Diputado provincial por la sección electoral capital (2017-2021) |                            |                                                                                       |
|                     |      | Buenos Aires Primero                           | | Lista Única                                                                         |                            | Mariano Penas                                                                         |
|                     |      | Frente de Izquierda y de Trabajadores - Unidad | Ver lista - Partido del Obrero - Partido de Trabajadores por el Socialismo - Izquierda por una Opción Socialista - Nueva Izquierda | Unidad de Luchadores y la Izquierda                                                 |                            | Daniel Rapanelli Docente                                                              |
|                     |      | Hacemos por Nuestro País                       | |                                                                                     |                            | Alejandro Santechia                                                                   |
|                     |      | Nuevo MAS                                      | |                                                                                     |                            | Eric Simonetti                                                                        |
|                     |      | Movimiento Libres del Sur                      | |                                                                                     |                            | Victoria Estermann                                                                    |

### Resultados elecciones PASO
Habilitado para las elecciones generales
| Partido/Alianza                     | Partido/Alianza                              | Lista                            | Precandidato a intendente | Interna               | Interna               | Partido | Partido                |
| Partido/Alianza                     | Partido/Alianza                              | Lista                            | Precandidato a intendente | Votos                 | %                     | Votos   | % (de votos positivos) |
| ----------------------------------- | -------------------------------------------- | -------------------------------- | ------------------------- | --------------------- | --------------------- | ------- | ---------------------- |
|                                     | Juntos por el Cambio                         | Falta Menos para Vivir sin Miedo | Julio Garro               | 96.163                | 62,49                 | 153.896 | 39,64                  |
| La Fuerza del Cambio                | Juntos por el Cambio                         | Juan Pablo Allan                 | 57.733                    | 37,51                 |                       | 153.896 | 39,64                  |
|                                     | Unión por la Patria                          | Celeste y Blanca 2               | Julio Alak                | 72.865                | 54,02                 | 134.873 | 34,74                  |
| Celeste y Blanca 4                  | Unión por la Patria                          | Gastón Castagneto                | 19.041                    | 14,12                 |                       | 134.873 | 34,74                  |
| Celeste y Blanca 31                 | Unión por la Patria                          | Luis Federico Arias              | 17.415                    | 12,91                 |                       | 134.873 | 34,74                  |
| Celeste y Blanca 6                  | Unión por la Patria                          | Guillermo Escudero               | 13.854                    | 10,27                 |                       | 134.873 | 34,74                  |
| Celeste y Blanca 8                  | Unión por la Patria                          | Paula Lambertini                 | 11.698                    | 8,67                  |                       | 134.873 | 34,74                  |
|                                     | La Libertad Avanza                           | Libertad por siempre             | Luciano Guma              | 68.365                | 100                   | 68.365  | 17,61                  |
|                                     | Frente de Izquierda y de Trabajadores-Unidad | Unir y Fortalecer la Izquierda   | Luana Simioni             | 12.857                | 76,93                 | 16.713  | 4,3                    |
| Unidad de Luchadores y la Izquierda | Frente de Izquierda y de Trabajadores-Unidad | Daniel Rapanelli                 | 3.856                     | 23,07                 |                       | 16.713  | 4,3                    |
|                                     | Principios y Valores                         | Tierra, Techo y Trabajo          | Diego Pablo Tarrago       | 2.293                 | 100                   | 2.293   | 0,59                   |
|                                     | Buenos Aires Primero                         | Lista Única                      | Mariano Penas             | 2.189                 | 100                   | 2.189   | 0,56                   |
|                                     | Nuevo MAS                                    | Lista Izquierda anticapitalista  | Eric Simonetti            | 1.866                 | 100,00                | 1.866   | 0,48                   |
|                                     | Movimiento Libres del Sur                    | Lista Azul única                 | Victoria Estermann        | 1.821                 | 100,00                | 1.821   | 0,47                   |
| Votos positivos                     | Votos positivos                              | Votos positivos                  | Votos positivos           | Votos positivos       | Votos positivos       | 388.275 | 90,83                  |
| Votos en blanco                     | Votos en blanco                              | Votos en blanco                  | Votos en blanco           | Votos en blanco       | Votos en blanco       | 35.194  | 8,23                   |
| Votos nulos                         | Votos nulos                                  | Votos nulos                      | Votos nulos               | Votos nulos           | Votos nulos           | 4.005   | 0,94                   |
| Participación                       | Participación                                | Participación                    | Participación             | Participación         | Participación         | 427.474 | 68,41                  |
| Electores habilitados               | Electores habilitados                        | Electores habilitados            | Electores habilitados     | Electores habilitados | Electores habilitados | 624.842 | 100                    |
| Fuente: Escrutinio definitivo       |                                              |                                  |                           |                       |                       |         |                        |

## Encuestas
| Fecha                    | Encuestadora            | Muestra |       |       |       |      | Otros | Blanco | Indecisos | Ventaja |  |
| ------------------------ | ----------------------- | ------- | ----- | ----- | ----- | ---- | ----- | ------ | --------- | ------- |  |
| Fecha                    | Encuestadora            | Muestra |       |       |       |      | Otros | Blanco | Indecisos | Ventaja |  |
|                          |                         |         |       |       |       |      |       |        |           |         |  |
| 13 de agosto de 2023     | Elecciones primarias    | -       | 39,64 | 34,74 | 17,61 | 4,30 | 3,71  | 8,23   | -         | 4,90    |  |
|                          |                         |         |       |       |       |      |       |        |           |         |  |
| 12 - 15 de abril de 2023 | Consultora Tendencias   | 485     | 26    | 21    | 20    | 7,1  | 1     | 10,2   | 14,6      | 5       |  |
|                          |                         |         |       |       |       |      |       |        |           |         |  |
| 14 de noviembre de 2021  | Elecciones legislativas | -       | 46,00 | 34,62 | -     | 7,91 | 11,47 | 3,79   | -         | 11,38   |  |